# Șîbîrînivka, Cernihiv
Șîbîrînivka (în ucraineană Шибиринівка) este localitatea de reședință a comunei Șîbîrînivka din raionul Cernihiv, regiunea Cernihiv, Ucraina. În secolul al XIX-lea, satul făcea parte din volostul Horbove, uezdul Cernihiv.

## Demografie
Componența lingvistică a localității Șîbîrînivka
     Ucraineană (98,02%)
     Rusă (1,24%)
     Alte limbi (0,74%)
Conform recensământului din 2001, majoritatea populației localității Șîbîrînivka era vorbitoare de ucraineană (98,02%), existând în minoritate și vorbitori de rusă (1,24%).